# Drakar och Demoner Ivanhoe
Drakar och Demoner Ivanhoe, utgivet 1988, är ett tillbehör till fantasyrollspelet Drakar och Demoner. Som namnet Ivanhoe antyder avhandlar produkten, som består av ett flertal häften och en karta i en låda, om medeltiden med avsnitt som bland annat avhandlar riddarordnar, katolska kyrkan, feodalism och tornerspel. Ivanhoe innehåller därtill uppslag för en "filmisk" kampanj i Robin Hoods och Ivanhoes England. I lådan medföljer även ett häfte med beskrivning av Aidne-halvön i den officiella spelvärlden Ereb med särskild beskrivning av staterna Kardien, Zorakin och Goiana. Aidne är närmare illustrerat i en fyrfärgskarta i A3-format. De nya reglerna implementeras i det medföljande äventyret Triangeldrama i Edelfara. 